# Acetotrofie
Acetotrofie je typ metanogenního metabolismu, při němž je z prostředí přijímána kyselina octová (acetát) a rozkládána na metan a oxid uhličitý. Je běžný například u archeí z řádu Methanosarcinales.
Reakce u acetotrofních methanprodukujících organismů probíhá takto:
CH3COO− + H2O → CH4 + HCO3−
Biochemické pochody při rozkladu kyseliny octové jsou přibližně opakem reakcí, při niž je kyselina octová produkována (u acetogenních anaerobů). V procesu se zapojuje určitým způsobem CO-dehydrogenáza a CO-methylreduktáza.